# Lutzomyia valderramai
Lutzomyia valderramai är en tvåvingeart som beskrevs av Cazorla D. 1988. Lutzomyia valderramai ingår i släktet Lutzomyia och familjen fjärilsmyggor.
Artens utbredningsområde är Venezuela. Inga underarter finns listade i Catalogue of Life.